# Marathon van Los Angeles 2007
De marathon van Los Angeles 2007 vond op 4 maart 2007 plaats in Los Angeles. Het was de 22e keer dat dit evenement werd gehouden. In totaal finishten 20.016 lopers de wedstrijd, waarvan 7.809 vrouwen. De wedstrijd werd gewonnen door de Keniaan Fred Mogaka in 2:17.14. Op de finish had hij slechts vier seconden voorsprong op zijn landgenoot Moses Kororia. De wedstrijd bij de vrouwen werd gewonnen door de Ethiopische Ramilia Burangolova in 2:37.54. De rolstoelwedstrijd werd gewonnen door Kurt Fearnley (1:23.40) en Shelly Woods (1:50.55), bij respectievelijk de mannen en de vrouwen.

## Wedstrijd
Mannen
| rang | naam                       | land | tijd    |
| ---- | -------------------------- | ---- | ------- |
| 1    | Fred Mogaka                | KEN  | 2:17.14 |
| 2    | Moses Kororia              | KEN  | 2:17.18 |
| 3    | Christopher Kipjego        | KEN  | 2:18.21 |
| 4    | Christopher Kipkoech Rutto | KEN  | 2:18.45 |
| 5    | Wilson Komen               | KEN  | 2:20.39 |
| 6    | J T Service                | USA  | 2:24.57 |
| 7    | Cristian Villavicencio     | USA  | 2:28.16 |
| 8    | Sergio Reyes               | USA  | 2:29.29 |
| 9    | Ricky Moore                | USA  | 2:31.52 |
| 10   | Tim Fahey                  | USA  | 2:32.13 |

Vrouwen
| rang | naam                | land | tijd    |
| ---- | ------------------- | ---- | ------- |
| 1    | Ramilia Burangolova | RUS  | 2:37.54 |
| 2    | Alena Vinitskaya    | BLR  | 2:42.54 |
| 3    | Abebe Tola          | ETH  | 2:45.16 |
| 4    | Jennifer Derego     | ETH  | 2:48.40 |
| 5    | Nathalie Higley     | USA  | 2:51.39 |
| 6    | Maria Teresa Ramos  | ?    | 3:03.26 |
| 7    | Katie Sobczak       | USA  | 3:06.10 |
| 8    | Petra Graen         | CAN  | 3:08.51 |
| 9    | Erin Kaspar         | USA  | 3:11.01 |
| 10   | Annie Seawright     | USA  | 3:14.23 |

1986 ·
1987 ·
1988 ·
1989 ·
1990 ·
1991 ·
1992 ·
1993 ·
1994 ·
1995 ·
1996 ·
1997 ·
1998 ·
1999 ·
2000 ·
2001 ·
2002 ·
2003 ·
2004 ·
2005 ·
2006 ·
2007 ·
2008 ·
2009 ·
2010 ·
2011 · 
2012 ·
2013 ·
2014 ·
2015 ·
2016 ·
2017